# Scatella australiae
Scatella australiae är en tvåvingeart som beskrevs av Malloch 1925. Scatella australiae ingår i släktet Scatella och familjen vattenflugor. Inga underarter finns listade i Catalogue of Life.